# Suipinima pitanga
Suipinima pitanga är en skalbaggsart som beskrevs av Martins och Maria Helena M. Galileo 2004. Suipinima pitanga ingår i släktet Suipinima och familjen långhorningar. Inga underarter finns listade i Catalogue of Life.